# Musikjahr 1522
Liste der Musikjahre

◄◄ | ◄ | 1518 | 1519 | 1520 | 1521 | Musikjahr 1522 | 1523 | 1524 | 1525 | 1526 | ► | ►►

Weitere Ereignisse
Dieser Artikel behandelt das Musikjahr 1522.

## Ereignisse
- Martin Agricola ist Musiklehrer in Magdeburg.
- Bonifacius Amerbach, der zuvor in Basel und Freiburg im Breisgau studiert hatte, beendet von 1519 bis 1525 seine Ausbildung an der Universität Avignon, wo er Schüler von Andreas Alciatus ist. Sein Studium wird er mit einer Promotion zum Doktor beider Rechte abschließen.
- Jakob Arcadelt ist von 1516 bis 1524 Chorknabe („vicariot“) unter den Chorleitern Lambert Masson und Charles de Niquet an der Kollegiatkirche St. Aubain seiner Heimatstadt Namur.
- Pietro Aron, der seit 1516 Priester in Imola ist, arbeitet von 1520 bis Juni 1522 dort als Sänger an der Kathedrale und gibt in der Stadt Musikunterricht.
- Eustorg de Beaulieu ist als Organist an Saint-Gervais-Saint-Protais in Lecoutre im Département Gers tätig.
- Hans Buchner ist Domorganist am Münster zu Unserer Lieben Frau in Konstanz.
- Marco Cara steht seit 1495 und bis 1525 als Lautenvirtuose im Dienst der Familie Gonzaga in Mantua, die zu seiner Zeit Künstler aller Richtungen fördert.
- Carpentras, der Kapellmeister der päpstlichen Kapelle in Rom unter dem Medici-Papst Leo X. war, lebt seit 1521 in Avignon.
- Marco Antonio Cavazzoni wirkt zwischen 1517 und 1524 in Venedig als Sänger am Markusdom und Organist an Santo Stefano.
- Nicolas Champion ist als Kanoniker-Kantor in Lier Nachfolger des verstorbenen Kantors Nicolas de Leesmeester. Er bleibt weiterhin zeitweilig im Dienst der Hofkapelle Karls V.
- Wolfgang Dachstein, der in den Konvent der Dominikaner in Straßburg eingetreten war, ist Organist an der Straßburger Thomaskirche.
- Sixt Dietrich ist in Konstanz Diakon und Lehrer der Chorknaben in Musik und Latein. Er hat bereits 1520 Pfründe am Münster in Konstanz erhalten und erhält 1522 weitere nach seiner Primiz.
- Antonius Divitis ist Sänger der Hofkapelle des französischen Königs Franz I.
- Pedro de Escobar steht in Portugal im Dienste des Monarchen Manuel I. (Portugal). Er ist Lehrer der Knaben an der Kapelle seines Sohnes Alfonso.
- Costanzo Festa, der möglicherweise bei Jean Mouton in Paris studiert hat, ist seit 1517 päpstlicher Kapellsänger in Rom und wird später Leiter dieses Chores.
- Georg Forster ist Mitglied der Heidelberger Kantorei von Kurfürst Ludwig X., welche unter Leitung des Kapellmeisters und Komponisten Lorenz Lemlin steht. Er erhält dort eine gründliche musikalische Ausbildung. Zu seinen Mitschülern gehören unter anderen Caspar Othmayr, Jobst von Brandt und Stefan Zirler, was zu einer lebenslangen Freundschaft mit diesen Komponisten führt.
- Franchinus Gaffurius ist Kapellmeister am Dom zu Mailand.
- Heinrich Glarean hält sich während seiner Studienzeit von 1517 bis 1522 in Paris auf und lernt dort auch Jean Mouton kennen.
- Lupus Hellinck ist Succentor an der Liebfrauenkirche in Brügge.
- Nikolaus Herman ist Kantor und Lehrer an der Lateinschule in St. Joachimsthal.
- Paul Hofhaimer ist spätestens ab 1522 Domorganist am Salzburger Dom im Dienst von Fürsterzbischof Kardinal Matthäus Lang von Wellenburg.
- Hans Kotter stellt zwischen 1513 und 1522 sein Orgelbuch zusammen. Es enthält die ersten deutschen Orgeltänze sowie Stücke von Paul Hofhaimer, Josquin Desprez, Heinrich Isaac und anderen.
- Hans Kugelmann ist seit 1518 in der Hofkapelle Kaiser Maximilians I. angestellt. Hier bleibt er vermutlich bis 1523.
- Erasmus Lapicida, der um das Jahr 1521 vom Habsburger Erzherzog Ferdinand I. (Regierungszeit als Erzherzog 1521–1531) am Schottenkloster in Wien eine Präbende verliehen bekam, lebt dort die 26 restlichen Jahre seines Lebens.
- Georg Liban hält Vorlesungen an der Universität Krakau und ist von etwa 1506 bis 1528 an der Schule der Marienkirche als Kantor, seit 1514 als Rektor tätig. Er unterrichtet lateinische Prosodie, Griechisch und Musik.
- Johannes Lupi, der nach dem 1521 eintretenden Stimmbruch vom Cambraier Domkapitel auf eine örtliche Vorzugsschule („Collège des bons enfants“) geschickt wurde, schreibt sich am 28. August 1522 als Studierender an der philosophischen Fakultät der Universität Löwen ein und studiert dort für vier Jahre eine der vier Paedagogia.
- Jean l’Héritier ist für Papst Leo X. in Rom tätig. In den Jahren 1521 und 1522 ist er maestro di cappella an San Luigi dei Francesi, der französischen Kirche in Rom. Er verlässt aber noch im Jahr 1522 Rom und geht nach Mantua.
- Francesco Canova da Milano, der für Papst Leo X. gearbeitet hatte, verbleibt wahrscheinlich auch während der Regentschaft von Hadrian VI. in Rom.
- Jean Mouton, der – wie Antonius Divitis – Mitglied der Hofkapelle von König Franz I. von Frankreich war, stirbt am 30. Oktober 1522 in Saint-Quentin und wird wie zuvor Loyset Compère in der dortigen Kollegiatkirche beigesetzt. Das Grabmal trägt die Inschrift: „Ci gist Maistre Jehan de Holluigue, dit Mouton, en son vivant chantre du roy chanonine de Thérouanne et de cette église, qui trépassa le pénultième jour d’octobre MDXXII. Priez Dieu por son ame“.
- Marbrianus de Orto ist premier chapelain der Hofkapelle von Kaiser Karl V. Es ist nicht sicher, ob er im Jahr 1522 noch an der Reise seines Dienstherrn nach England teilgenommen hat; prinzipiell ist er aus Altersgründen davon entpflichtet.
- Nicolas Payen ist wahrscheinlich zwischen 1522 und 1529 Chorknabe bei der capilla flamenca von Kaiser Karl V.
- Francisco de Peñalosa, der Mitglied der königlichen spanischen Kapelle war, ist seit Spätsommer 1517 Sänger an der päpstlichen Kapelle von Papst Leo X. in Rom. Peñalosa übt dieses Amt mindestens bis zum Tode Leos X. im Jahr 1521 aus; anderen Quellen zufolge sogar bis 1523.
- Matteo Rampollini ist seit 1520 Nachfolger von Bernardo Pisano als Leiter des Knabenchores an der Kathedrale Santa Maria del Fiore in Florenz.
- Georg Rhau lässt sich Ende 1522 in Wittenberg als Drucker nieder, später gründet er eine Buchdruckerei, die er bis zu seinem Tode betreiben wird.
- Konrad Rupff heiratet im Jahr 1522 Ell von Dohlenstein, die Tochter eines kurfürstlichen Heerpaukers oder Heertrompeters.
- Claudin de Sermisy wirkt als Geistlicher in der Diözese Noyon und – wie Antonius Divitis und Jean Mouton – als Mitglied der Hofkapelle von König Franz I. von Frankreich.
- Nachdem Thomas Stoltzer die Hochzeitsfeierlichkeiten von König Ludwig II. von Ungarn mit Prinzessin Maria aus dem Hause Habsburg, Tochter Philipps des Schönen am 13. Januar 1522 musikalisch gestaltet hat, wird er am 8. Mai 1522 auf Marias Wunsch als Kapellmeister an den ungarischen Königshof nach Ofen berufen.
- Philippe Verdelot ist spätestens ab März 1522 Maestro di capella am Baptisterium des Doms Santa Maria del Fiore in Florenz.
- Matthias Hermann Werrecore wird am 3. Juli 1522 vom Domkapitel des Doms in Mailand zum Nachfolger des verstorbenen Musikers und Musiktheoretikers Franchinus Gaffurius ernannt. Dieses Amt hat er nahezu 30 Jahre lang inne. Zu seinen Aufgaben gehören neben der Leitung der Kapelle auch der Unterricht im Gesang und im Kontrapunkt für die Knaben der Chorschule.
- Philip van Wilder verlegt 1522 seinen Wohnsitz nach London, wo er in den städtischen Einwohnerlisten als Phyllyp of Wylde, Frensshman geführt wird.
- Adrian Willaert ist Mitglied der Hofkapelle des Herzogs von Ferrara, Alfonso I. d’Este.

## Vokalmusik

### Geistlich
- Antonius Divitis – Missa Quem Dicunt Homines: Noten und Audiodateien im International Music Score Library Project
- Václav Miřínský – Kancionály Václava Miřínského: Noten und Audiodateien im International Music Score Library Project

### Weltlich
- Georg Liban – Hymnus Exsurgat omnis populus zu vier Stimmen (um 1522)

## Geboren

### Geboren um 1522
- Jean de Bonmarché, franko-flämischer Komponist und Kapellmeister († 1570)

## Gestorben

### Todesdatum gesichert
- 26. April: Georg von Slatkonia, Kantor und Leiter der Wiener Hofmusikkapelle sowie katholischer Bischof von Wien (* 1456)
- 20. Mai: Henry Bredemers, flämischer Organist, Orgelspezialist und Musikpädagoge (* um 1472)
- 25. Juni: Franchinus Gaffurius, italienischer Kapellmeister, Komponist und Musiktheoretiker (* 1451)
- 30. Oktober: Jean Mouton, französischer Komponist und Sänger (* 1459)

### Genaues Todesdatum unbekannt
- Conrad Rein, deutscher Priester, Komponist, Sänger und Lateinschul-Rektor (* um 1475)
- Francisco Tovar, kastilischer Musiktheoretiker und Kirchenmusiker (* 2. Hälfte 15. Jahrhundert)